# Porzellansammlung

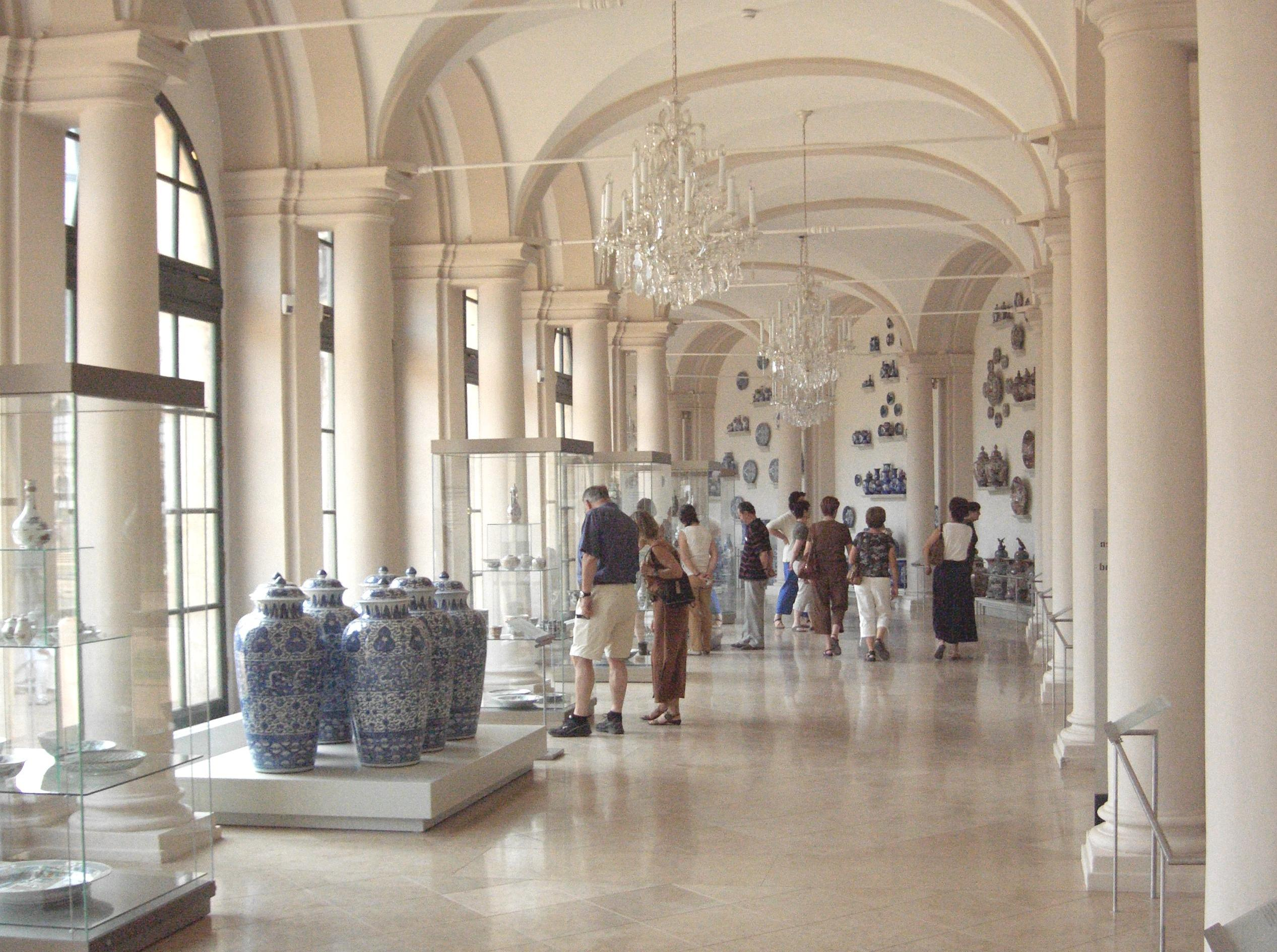
La Collection de porcelaines, au Zwinger, à Dresde.

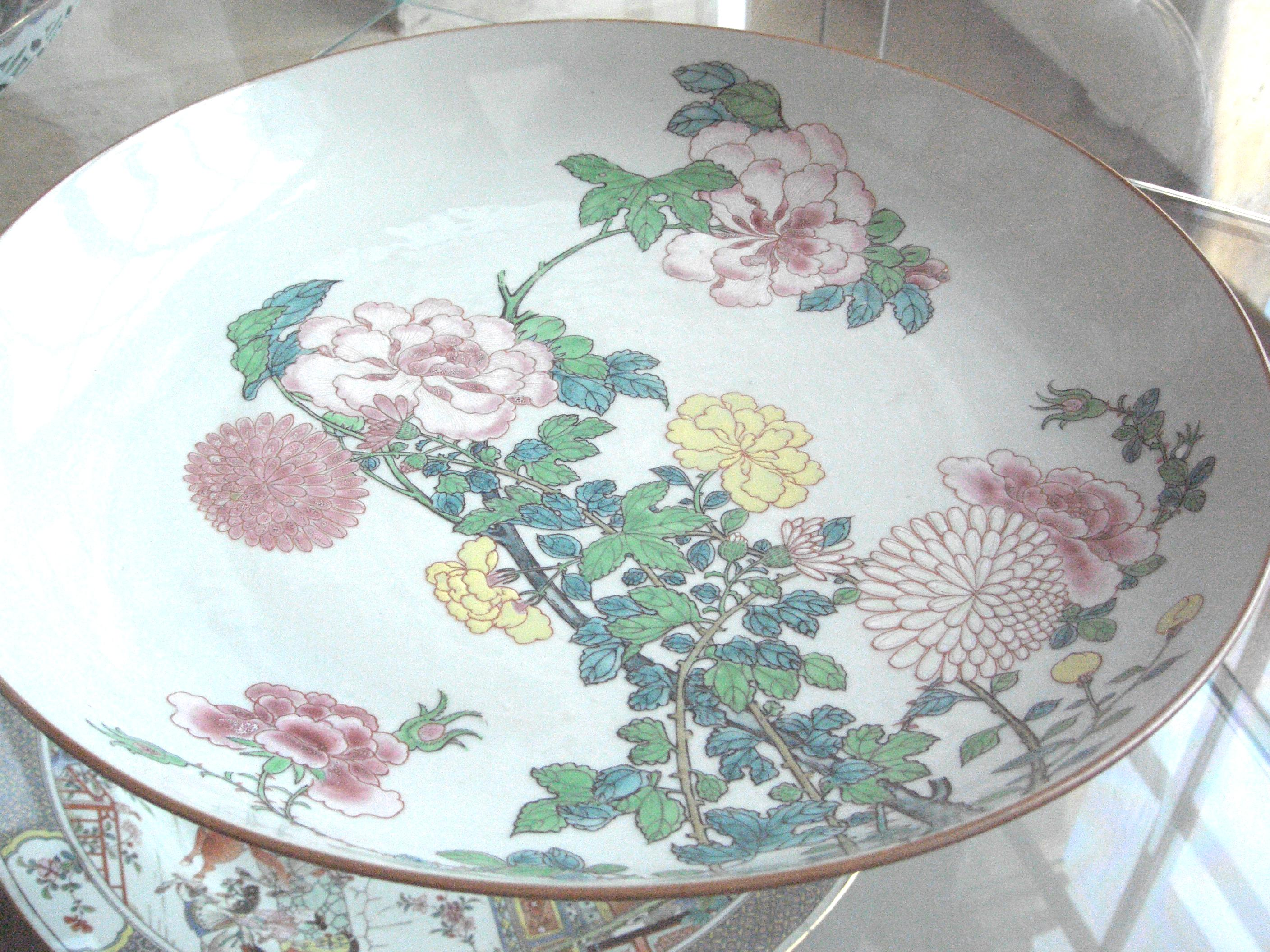
Assiette Qing, de la famille rose.

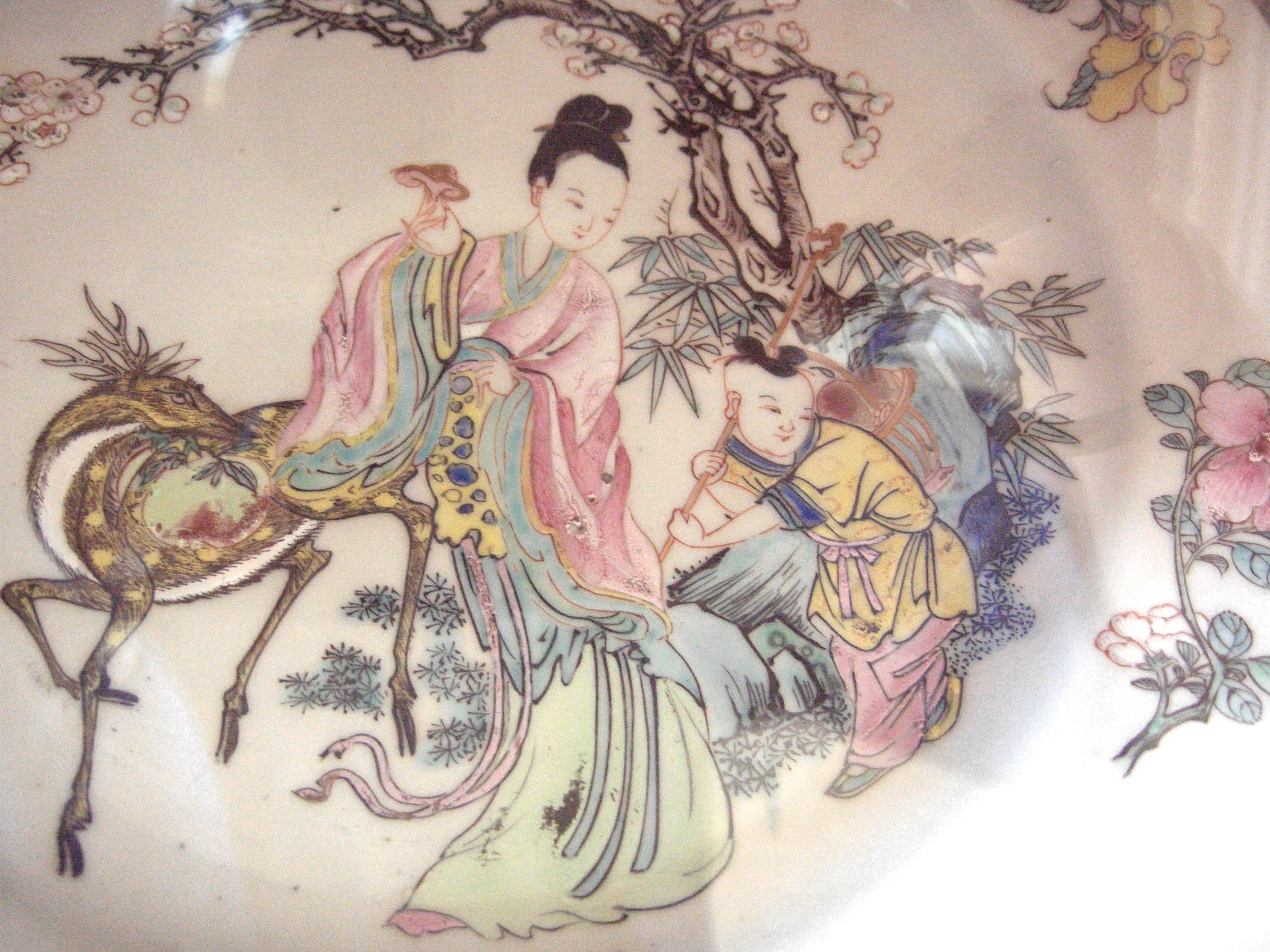
La déesse taoïste Xi Wang Mu : porcelaine Qing, de la famille rose, vers 1725.

La Porzellansammlung (Collection de porcelaines) est un musée situé dans le palais du Zwinger, à Dresde, Allemagne. Elle fait partie du complexe des Collections nationales de Dresde.

## Présentation
La Porzellansammlung est, grâce à ses 23 000 objets, la plus grande et la plus importante collection spécialisée en céramique du monde. Elle doit son existence à Auguste Le Fort, qui, sur un ton ironique, qualifia sa passion pour ce matériel aussi précieux que fragile de « maladie de la porcelaine ». Il alla jusqu’à fonder une manufacture qui, la première, réussit à trouver le secret de l'or blanc ; il s’agit de la célèbre manufacture de Meissen, dont les productions représentent plus de la moitié de la collection. Mais la collection comporte aussi de nombreux exemplaires de porcelaine chinoise et japonaise, et même de la porcelaine de Sèvres. Elle se présente dans un nouvel écrin, puisque l’ensemble des galeries qui l’accueillent a été réaménagé par l’architecte Peter Marino et rouvert en 2010.

## Histoire

### Auguste le Fort
Auguste le Fort est à l'origine de la collection. Sous son impulsion, Dresde s'enrichit d'une extraordinaire collection de porcelaines. Il fut influencé dans cette soif de porcelaine par son goût pour la beauté de ce matériau exotique et des reliefs peints par les peintres céramistes d’Extrême-Orient, mais aussi par la mode de la chinoiserie qui influençait la culture européenne à son époque. L’élaboration d’une collection de rang international était également pour lui une belle vitrine de sa puissance et de la richesse de sa région, tout en témoignant de sa formation humaniste et de son cosmopolitisme.
Le roi acheta sans compter pour les porcelaines venues d’Asie à partir de son accession au trône de Pologne, et il fut sur le point de se ruiner à plusieurs reprises pour avoir tenté avec brio de surclasser les autres cabinets de porcelaine européens. Mais il enrichit également sa collection grâce aux présents diplomatiques qui lui étaient offerts, dont l’un est devenu légendaire : Frédéric Ier de Prusse, pour remercier Auguste le Fort de lui avoir envoyé 600 cavaliers, lui livra à Dresde 151 vases chinois monumentaux. 
Lorsque Johann Friedrich Böttger, sous ses ordres, découvrit en 1709 le procédé de la première porcelaine dure européenne, le roi fit fonder une manufacture de porcelaine à Dresde, transférée quelques mois plus tard à Meissen, où elle se trouve toujours. Le roi passa de nombreuses commandes à la manufacture, qui reproduisit tout d’abord des motifs orientaux, puis réussit à créer son propre style dans la mouvance baroque et rococo de l’époque. Les motifs d’influence chinoise étaient entre autres l’œuvre des célèbres modeleurs Johann Joachim Kaendler (Fischbach 1706 - Meissen 1775) et du peintre Johann Gregorus Höroldt. Kaendler réalisa également sur ordre du roi une véritable ménagerie de porcelaine, avec des animaux parfois grandeur nature.
En 1727, Auguste le Fort fit transformer un palais de Dresde récemment acquis en « palais Japonais », véritable « palais de porcelaine ». Le roi avait en effet l’intention d’y installer sa collection de porcelaines au milieu d’une décoration somptueuse. Mais l’aménagement du palais ne devait pas répondre à des principes seulement décoratifs : la collection devait être présentée selon des critères rigoureusement scientifiques, ou plutôt géographiques. Ainsi, la porcelaine d’Extrême-Orient devait être exposée au rez-de-chaussée et celle de Meissen, célèbre manufacture à vingt kilomètres de Dresde, à l’étage. L’installation de la porcelaine locale au-dessus de celle d’Asie donnait une image de la supériorité de la première, qui était renforcée par les décors du plafond. Mais avant que le plafond ne fût achevé et que le palais ne vît le jour, le roi mourut à Varsovie, en 1733. À sa mort, sa collection comportait déjà plus de 20 000 pièces.

### Auguste III
Bien qu’Auguste III se soit efforcé de mener à bien les projets de son père, le Palais japonais resta à l’état d’ébauche. Mais le pieux roi fit exécuter quelques sculptures sacrées, notamment la Crucifixion de Kaendler. La manufacture de Meissen lui proposa aussi de nombreuses figurines de porcelaine qui l’enthousiasmèrent : Arlequins de la Commedia dell’arte, figures de la vie de cour, figurines de peuples étrangers. Mais c’est surtout Brühl, son ministre secret du cabinet, qui, ayant obtenu du roi en 1737 l’autorisation de passer des commandes illimitées à la manufacture de Meissen, fit exécuter le plus grand nombre de pièces de porcelaine pour le palais, notamment des services de table : le service au lion jaune, le service au dragon rouge, mais surtout le célèbre service au Cygne. Jamais auparavant un service n’avait été créé avec une telle ampleur et une telle opulence de formes plastiques. Pour ce service, Kaendler et Eberlei esquissèrent près de 3 000 pièces. 

### XIXesiècle
Avec la mort d’Auguste III et la guerre de Sept Ans, les porcelaines avaient été reléguées dans les caves du palais Japonais. Là, les collectionneurs pouvaient venir acquérir des pièces. Mais au XIXe siècle naquit l’idée d’un musée universel de porcelaine, et les recettes des ventes servirent à acquérir des pièces provenant d'autres célèbres manufactures, notamment de Sèvres. En 1875, la collection de porcelaine quitta le palais Japonais pour le Johannæum.

### XXesiècle
Vers 1934, on programma un transfert au Zwinger, mais la guerre et l’évacuation, en prévision de potentiels bombardements, empêchèrent la réalisation du projet. Les bombardements eurent effectivement lieu, détruisant la majorité de la ville, notamment le service au Cygne qui était propriété des descendants du comte de Brühl. De ce service survécurent quarante pièces qui sont aujourd’hui exposées dans la collection. Les pièces de la Collection ayant été évacuées survécurent à la guerre, mais furent en revanche confisquées par l’Armée Rouge et envoyées en URSS à la fin de la Seconde Guerre mondiale. Elles furent restituées vers 1955 et l’idée d’un transfert de la collection au palais du Zwinger ressurgit. La collection s’installa au Zwinger en 1962, après trois ans de restauration et de rénovation. Elle s'y trouve toujours, dans l'ancienne orangerie des princes-électeurs de Saxe.

### XXIesiècle
La galerie des porcelaines d’Asie orientale a été réaménagée et rouverte en 2006. Ces galeries sont dotées d’un nouveau design intérieur, adaptation de ce que Zacharias Longuelune avait initialement prévu pour le palais Japonais. Cette galerie accueille aujourd’hui de la porcelaine chinoise bleue et blanche. C’est le célèbre architecte Peter Marino qui a été chargé du réaménagement de cette galerie, mais également des autres, qui ont rouvert en 2010. 
En 2010, année des 450 ans des collections nationales de Dresde et des 300 ans de la manufacture de Meissen, deux expositions de porcelaine provenant de la collection ont été organisées simultanément : l’une intitulée Le Triomphe des épées bleues, présentée au palais Japonais, initialement conçu pour l’accueil de la collection, et une autre intitulée Le Miracle de la fragilité, présentée à Berlin.

## Sources
- Dossier de l’Art n° 98, hors série de L’Estampille/L’objet d’art, juillet-août 2003 : Dresde, Les fabuleuses collections des princes de Saxe
- State of the Arts since 1560, Highlights of the anniversary in 2010